# Capture One
Capture One（キャプチャーワン）は、フェーズワン (Phase One) が開発、販売（日本語版発売元：DNPフォトイメージングジャパン）している、RAW画像を処理するRAW現像ソフトウェア・デジタル写真管理ソフトウェアである。
Capture One はRAWフォーマットだけでなく、JPEGフォーマット、TIFFフォーマットの処理も可能である。
デジタルバック「Phase One」シリーズ用現像ソフトウェア。現在のバージョンでは他社製デジタルカメラのRAW画像も現像できるなど汎用ソフトウェアとしての性格も併せ持つ。

## 機能
デジタルカメラに記録されたRAW、JPEGフォーマットデータの閲覧と、RAWフォーマットデータの色温度、明るさなどの処理や各種補正、キヤノン製レンズを使用した際にはレンズの歪曲などの修正、フォーマット変換や処理済データのプリントを一連のワークフローとして処理できるソフトウェアとなっており、データ入力、現像処理、プリントまで一貫して行えるため、初心者からプロフェッショナルまで広範囲に使用が可能である。
RAW現像を目的としたソフトウェアだが、JPEGなどの画像編集機能も備えており、Photoshopの安価な代替として使用されることも多い。
iTunes App StoreにCapture Pilotが公開されCapture Oneで連結撮影された画像をiPad, iPhone, iPod touchにワイヤレスで転送し、撮影画像を確認することができます。